# Крузенштерн Іван Федорович
Іван Федорович Крузенштерн (19 листопада 1770, Гаґуді — 24 серпня 1846, Ґільзенгоф) — балтійський мореплавець та дослідник німецького походження, адмірал (1842) на російській службі. Керівник першої російської навколосвітньої подорожі, почесний член Петербурзької АН (1806).

## Життєпис
Народився у родині судді. Нащадок шляхетного естляндського роду Крузенштернів. Початкову освіту здобув у ревельській церковній школі.
У 1785—1788 навчався у Морському кадетському корпусі. 1789—1790 — учасник російсько-шведської війни та Гогландської битви (1789).
1790 року отримав звання лейтенанта, а у 1793—1799 роках служив волонтером на британських суднах у Атлантичному, Індійському океанах та Південно-Китайському морі. Брав участь у боях з французьким флотом, вивчав морську справу та відвідав Барбадос та Бермуди, вивчав можливості відкриття нового морського торгового шляху.
Після повернення на російську службу отримав звання капітан-лейтенанта. 1799 року звернувся до російської влади з проектом торгівлі між Росією та Китаєм. 1802 року Олександр І підтримав його ідею навколосвітньої подорожі з метою дослідження сполучення між російськими портами на Балтиці та на Алясці. Івана Федоровича призначено керівником цієї експедиції.

### Навколосвітня експедиція
У серпні 1803 року два вітрильні човни «Надежда» (капітан — І. Ф. Крузенштерн) та «Нева» (капітан — Юрій Лисянський) вийшли з Кронштадта у навколосвітню подорож. Метою експедиції було вивчення гирла річки Амур та прокладення маршрутів постачання для російського тихоокеанського флоту. На борту керівника експедицією знаходилась російська дипломатична місія на чолі із Миколою Резановим, що мала на меті встановлення контакту із Японією.
Після стоянки біля острова Санта-Катаріна на «Неві» замінено дві щогли і експедиція перетнула екватор.
3 березня 1804 року було пройдено мис Горн та через три тижні в Тихому океані судна розійшлись, проте від острова Нуку-Хіва знову з'єднались та дійшли до Гавайських островів, звідки «Нева» пішла до берегів Аляски, а «Надія» — у Петропавловськ-Камчатський, куди прибула у липні 1804 року.
Резанова було доставлено у Нагасакі та назад (встановлення дипломатичних відносин закінчилось невдачею), до російського берега, разом з тим описавши північні та східні береги затоки Терпіння, побут та звичаї місцевих аборигенів. Влітку 1805 року Крузенштерн намагався пройти між островом Сахалін та материком, проте невдало, через що дійшов до помилкового висновку, що Сахалін є півостровом.
Восени 1805 року з Петропавловська дійшов до Ґуанчжоу, а 1806 року прибув до Кронштадта.